# Muyinga
Muyinga este un oraș din Burundi. Este reședința provinciei omonime.